# Вілюйськ
Вілю́йськ (якут. Бүлүү) — місто (з 1783) в Росії, адміністративний центр Вілюйського улуса Якутії.

## Географія
Місто знаходиться на Центральноякутській рівнині на правому березі річки Вілюй, яка впадає в Лену, за 592 км на північний захід від Якутська.

### Клімат
Місто знаходиться у зоні, котра характеризується континентальним субарктичним кліматом. Найтепліший місяць — липень із середньою температурою 18.1 °C (64.6 °F). Найхолодніший місяць — січень, із середньою температурою -37.4 °С (-35.3 °F).
| Клімат Вілюйська        | Клімат Вілюйська | Клімат Вілюйська | Клімат Вілюйська | Клімат Вілюйська | Клімат Вілюйська | Клімат Вілюйська | Клімат Вілюйська | Клімат Вілюйська | Клімат Вілюйська | Клімат Вілюйська | Клімат Вілюйська | Клімат Вілюйська | Клімат Вілюйська |
| Показник                | Січ.             | Лют.             | Бер.             | Квіт.            | Трав.            | Черв.            | Лип.             | Серп.            | Вер.             | Жовт.            | Лист.            | Груд.            | Рік              |
| Абсолютний максимум, °C | −0,4             | −2               | 10,1             | 18,6             | 30,3             | 36,1             | 37,4             | 36               | 27,7             | 18               | 3,3              | −2,1             | 37,4             |
| Середній максимум, °C   | −32,3            | −25,5            | −11,7            | 0,8              | 11,4             | 21,5             | 24,8             | 20,4             | 10,3             | −3,8             | −22              | −31              | −3,1             |
| Середня температура, °C | −37,4            | −31,7            | −19,8            | −7,1             | 4,7              | 14,6             | 18,1             | 14,2             | 5,5              | −7,6             | −26,2            | −34,1            | −8,9             |
| Середній мінімум, °C    | −39,3            | −34,9            | −25,7            | −12,4            | 0                | 9,2              | 12,7             | 8,6              | 1,2              | −11,1            | −29,4            | −38              | −13,3            |
| Абсолютний мінімум, °C  | −60,9            | −58              | −50              | −40,2            | −23              | −5,3             | 0                | −6,3             | −15,4            | −39,8            | −52,7            | −57,9            | −60,9            |
| Норма опадів, мм        | 10               | 0                | 0                | 10               | 10               | 30               | 40               | 30               | 20               | 20               | 10               | 10               | 240              |
| Днів з дощем            | 0                | 0                | 0,1              | 3                | 11               | 14               | 13               | 12               | 15               | 5                | 0,1              | 0                | 73               |
| Днів зі снігом          | 21               | 19               | 15               | 11               | 6                | 0,3              | 0                | 0,1              | 6                | 23               | 21               | 20               | 142              |
| Вологість повітря, %    | 74               | 75               | 68               | 58               | 54               | 54               | 60               | 66               | 71               | 77               | 77               | 75               | 68               |
| ----------------------- | ---------------- | ---------------- | ---------------- | ---------------- | ---------------- | ---------------- | ---------------- | ---------------- | ---------------- | ---------------- | ---------------- | ---------------- | ---------------- |
| Джерело: Weatherbase    |                  |                  |                  |                  |                  |                  |                  |                  |                  |                  |                  |                  |                  |

## Люди
В місті народився Жирков Марк Миколайович (1892—1951) — якутський радянський композитор та музикознавець.